# 佐西姆斯
佐西姆斯（英語：Zosimus），约活动于公元6世纪前后。拜占庭帝国时期著名的历史学家之一，常年于今君士坦丁堡活动。他曾著有多卷本的反映古罗马历史的著作，文笔简洁纯正，受到同一时期学者的普遍赞扬。该书在中世纪时期被多次再版发行。

## 新羅馬史
佐西姆斯的著作《新羅馬史》（Ἱστορία Νέα，Historia Nova）以希臘文寫成，他在書中稱君士坦丁是不敬神的始作俑者，認為羅馬帝國因為接受基督的信仰，棄絕傳統諸神，而導致衰亡，並成為野蠻人充斥的國度。